# Chordeiles
Chordeiles is een geslacht van vogels uit de familie van de nachtzwaluwen (Caprimulgidae). De wetenschappelijke naam van het geslacht is voor het eerst geldig gepubliceerd in 1832 door Swainson.

## Voorkomen
De soorten komen alleen voor in Noord-, Midden- en Zuid-Amerika en worden daar nighthawks genoemd.

## Soorten
De volgende soorten zijn bij het geslacht ingedeeld:
- Chordeiles acutipennis – Texasnachtzwaluw
- Chordeiles gundlachii – Antilliaanse nachtzwaluw
- Chordeiles minor – Amerikaanse nachtzwaluw
- Chordeiles nacunda – Nacundanachtzwaluw
- Chordeiles pusillus – Kleinste nachtzwaluw
- Chordeiles rupestris – Zandkleurige nachtzwaluw